# Colpothrinax wrightii
La palmera barrigona (Colpothrinax wrightii),  es una especie de palmera que es originaria de Cuba.

## Descripción
El tronco alcanza un tamaño de 6-12 (-15) m de altura,  erecto, de 15-20 cm de diámetro, hinchado a 2-3 m por encima del suelo, hasta los 30-40 (-50) cm de diámetro.  Hojas generalmente 10-20; con pecíolo, las hojas de 142-171 cm de largo centralizada, 39-44 cm de largo lateralmente, divididos en un solo pliegue de segmentos. Las inflorescencias con  brácteas y con tricomas 2-3 mm de largo. Fruto de1.1-1.6 cm diam. Semillas 0.7-0.9 x 0.9-1.1 cm.

## Distribución y hábitat
Se encuentra en el suroeste de Cuba y la cercana isla de la Juventud (antes Isla de Pinos), a una altitud de 0-200 metros, en sabanas y pastizales (bosques de pino antiguos) en la arena blanca.

## Taxonomía
Colpothrinax wrightii fue descrita por Griseb. & H.Wendl. ex Siebert & Voss y publicado en Vilm. Blumengärtn., ed. 3. 1: 1147. 1895
Etimología
Colpothrinax: nombre genérico que combina kolpos = "hinchazón", con en nombre del género Thrinax, en referencia al tronco hinchado de Colpothrinax wrightii.
wrightii: epíteto
Sinonimia
- Pritchardia wrightii (Griseb. & H.Wendl. ex Voss) Becc.	[5][6]